# Småsporigt knotterskinn
Småsporigt knotterskinn (Hyphodontia microspora) är en svampart som beskrevs av J. Erikss. & Hjortstam 1976. Hyphodontia microspora ingår i släktet Hyphodontia och familjen Schizoporaceae.   Inga underarter finns listade i Catalogue of Life.
I den svenska databasen Dyntaxa används istället namnet Kneiffiella microspora för samma taxon.  Arten är reproducerande i Sverige.